# Isabella (cantante)
Isabella, nome d'arte di Sonia Tonon (Milano, 1º maggio 1939 – Fiesco, 21 luglio 2025), è stata una cantante, attrice e cabarettista italiana.

## Biografia
Dopo aver studiato musica con il maestro e direttore d'orchestra Federico Bergamini (autore delle canzoni Trenta quaranta e Il cane capellone dello Zecchino d'Oro), prende lezioni di canto da Ginetta. Superati nel '68 gli allora obbligatori esami, viene iscritta alla SIAE, come paroliere e melodista trascrittore. Il suo esordio in qualità di cantautrice avviene nel gennaio del '69 al Derby Club di Milano; qui alterna le sue esibizioni a quelle di Cochi e Renato, Paolo Villaggio, Enzo Jannacci, Bruno Lauzi, Gino Paoli, Teo Teocoli, Umberto Bindi, Enrico Beruschi e altri come Giorgio Faletti, Francesco Salvi, Paolo Rossi, Enzo Iacchetti e Massimo Boldi.
Nel 1969 Giorgio Gaslini la chiama come protagonista nella sua opera moderna Un quarto di vita, la prima al Regio di Parma. Finita la tournée, tornerà al Derby aggiungendo al suo repertorio brani in francese composti da lei e da autori come Édith Piaf, Vian e Reggiani, oltre a brani in tedesco di Bertolt Brecht. Nel 1971 si esibisce nei cabaret e teatri come: Setteperotto, Piper, Club 84 e Teatro delle Muse. Nel 1972 Wachter le propone una nuova esperienza: una stagione nella ditta Lionello-Gravina. Nel Joe Egg, drammatica e controversa commedia diretta dal regista Mario Missiroli, veste i panni di una cinica antagonista. Dopo la prima e un mese al Quirino di Roma, la compagnia affronta debutti nelle regioni Marche, Campania, Puglia, Basilicata e Calabria. Tra i teatri il Politeama a Napoli, il Petruzzelli a Bari e il Biondo a Palermo; la tournée si conclude in Sicilia al Massimo di Catania. Collabora con Gil Cuppini, Franco Cerri ma soprattutto con Bruno Lauzi, che realizza per lei un recital dal titolo L'eterno femminino.
Lo spettacolo, dopo un breve rodaggio al Derby, viene rappresentato al Roof Garden di Sanremo e al Circolo Nazionale di Caserta, la cui programmazione comprende un concerto jazz di Romano Mussolini. L'eterno femminino, portato in scena a lungo e ovunque, viene inserito dall'autore in una sua importante tournée in Liguria. Nel 1974, chiamata dagli organizzatori Redaelli-Ravera, prende parte al Cantagiro Show, composto dal cast Johnny Dorelli e Iva Zanicchi conduttori, presenteranno tra gli altri Renato Rascel, l'allora debuttante Riccardo Cocciante e Franco Califano. Nello stesso anno, la collaborazione con Bruno Lauzi porta all'incisione con l'etichetta Numero Uno il suo primo e unico 33 giri: Lauzi presenta Isabella. Torna al Derby dove apre un concerto tenuto da Amália Rodrigues. Nella stessa Milano, presenti Giorgio Gaber, Loredana Bertè, Paolo Villaggio, I Gatti di Vicolo Miracoli e altri artisti, si esibisce nei teatri Manzoni, Nuovo, Smerlado e Palalido. Riprende a spostarsi dal Regio di Trieste al Farassino di Torino, dal Cilea di Napoli nuovamente al Teatro delle Muse, dal Saracen Center a Palermo al Brancaccio di Firenze. Verona, Brescia, Siena, Sassari, Porto Rotondo.
Accantonati i panni dell'artista per occuparsi della famiglia, nei 7 anni di inattività trascorsi a Roma, impara ad accompagnarsi con la chitarra; fino ad allora lo aveva fatto al pianoforte Roberto Negri. Nell'80 da Roma fa ritorno a Milano al Derby dove, forte dell'esperienza con Bruno Lauzi e prendendo spunto dal detto popolare secondo cui ad ogni uomo spetterebbero 7 donne, scrive il recital Sette femmine sette in cui, nella mini carrellata di personaggi femminili, comici, drammatici e sentimentali mette tutto il bagaglio acquisito negli anni precedenti. Nel 1982 appare in una TV privata di Padova dove un suo brano viene usato come sigla per una trasmissione condotta da Renzo Palmer e Renée Longarini, in cui lei è ospite fissa. Nel 2004 pubblica due libri di musica per bambini: Il mio album della musica (Armando Armando editore).

## Discografia
- Novembre 1973 - Bruno Lauzi presenta Isabella (Numero Uno, ZSLN 55665)